# Arenleessters
Arenleessters (Frans: Des glaneuses) is een schilderij van Jean-François Millet uit 1857. Het behoort samen met Het angelus tot zijn bekendste werken. Bij de eerste tentoonstelling kreeg deze realistische voorstelling van drie arme boerenvrouwen veel kritiek te verduren. Sinds 1986 maakt het deel uit van de collectie van het Musée d'Orsay in Parijs.

## Voorstelling
Tijdens zonsondergang rapen drie vrouwen op de voorgrond van het schilderij de aren op die bij de oogst van het graan niet meegenomen zijn. Van links naar rechts zijn de drie verschillende bewegingen van het arenlezen te zien: bukken om een aar te zoeken, oprapen en overeind komen om de aar op te bergen. Dit werk, dat bijzonder afmattend kon zijn, maar geen grote lichaamskracht vereiste, werd meestal door vrouwen en kinderen uit de allerarmste klassen gedaan. Toch slaagde Millet erin de vrouwen waardig weer te geven. In het avondlicht krijgen hun handen en kleren, die eenvoudig maar netjes zijn, een prachtige gloed. De arenleessters maken deel uit van het landschap; nergens komen zij boven de horizon uit. Met hun slechts vaag weergegeven gezichten staan zij symbool voor alle verpauperde plattelandsbewoners.
Op de achtergrond laden knechten de overvloedige opbrengst van die dag op een wagen en worden stromijten opgebouwd. Uiterst rechts houdt een opzichter te paard de werkzaamheden - en de arenleessters, die toestemming moeten hebben gekregen om de restjes te verzamelen - in de gaten, een symbool van de gevestigde klasse. Millet heeft de achtergrond duidelijk lichter en op een andere schaal geschilderd. Zo heeft hij een onoverbrugbare kloof willen suggereren tussen de arenleessters en de rijkdom van de oogst. De zwerm vogels in de rechterbovenhoek ten slotte vormt een verwijzing naar de vrouwen: als de wagens verdwenen zijn, zullen ook zij neerstrijken om de laatste aren op te pikken.

## Ontvangst
Millet stelde Arenleessters voor het eerst tentoon op de Parijse salon van 1857. Het publiek, dat de revolutie van 1848 nog vers in het geheugen had, reageerde zeer negatief op het schilderij, dat arme boeren leek te verheerlijken. De gegoede burgerij was in die tijd bijzonder ongerust over de opkomst van het socialisme. Een angstige criticus van Le Figaro trok zelfs een vergelijking met "de spiesen van de volksopstanden en de schavotten van 1793."

## Herkomst

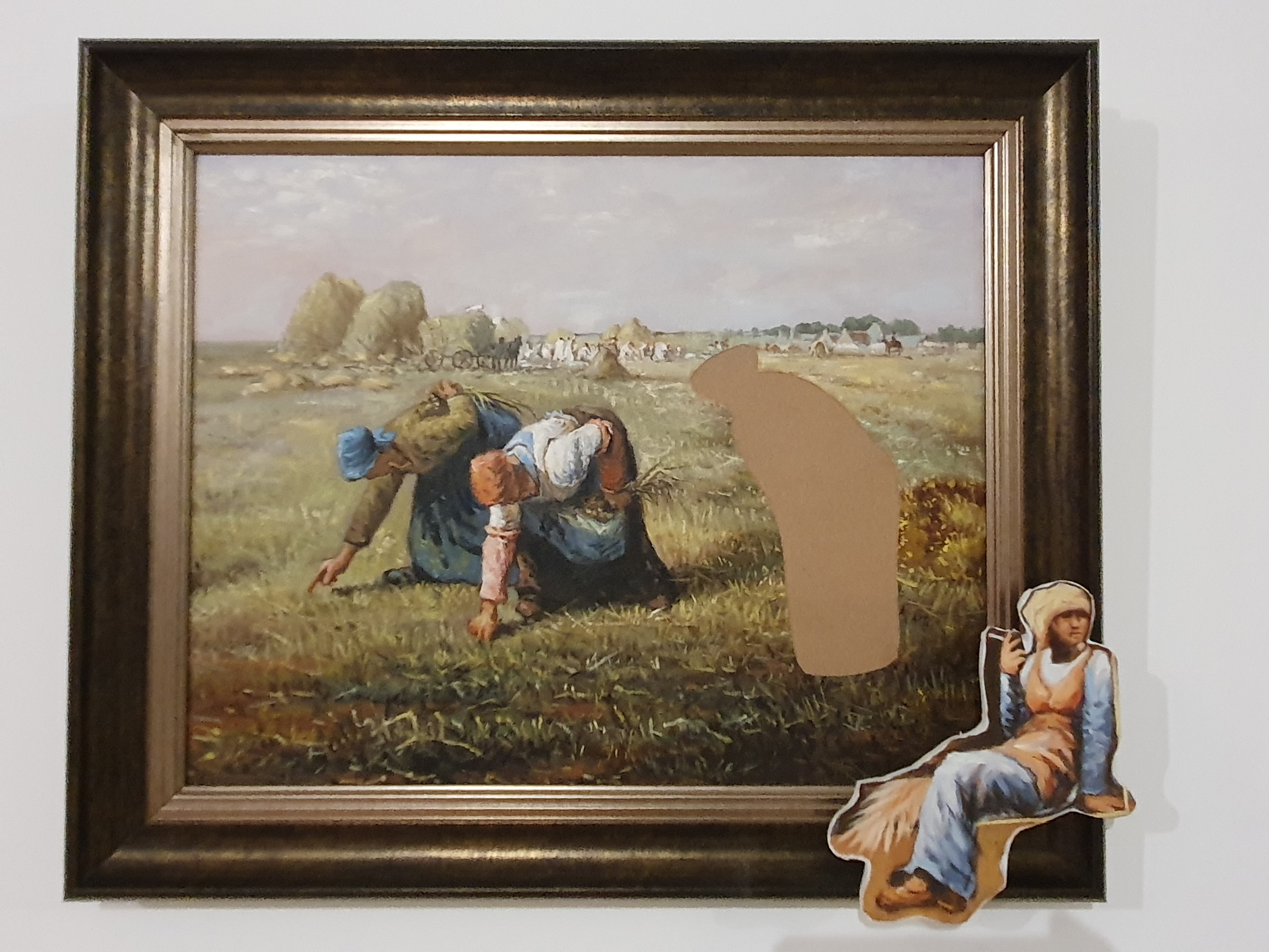
De Arenleessters door Banksy (Musée d'Orsay, Parijs

- de kunstenaar verkoopt het schilderij aan M. Binder uit L'Isle-Adam voor 3.000 Franse frank.
- 1865: Paul Tesse heeft het schilderij in bezit.
- 1867: in bezit van Ferdinand Bischoffsheim.
- 1889: gekocht door mevrouw Pommery, Reims voor 300.000 frank.
- 1890: nagelaten aan het Louvre.
- 1986: overgeplaatst naar het Musée d'Orsay.

## Parodie door Banksy
In 2009 maakte Banksy een parodie op het werk: een van de arbeidsters is uit het beeld verwijderd en zit in een hoekje van de lijst een sigaret te roken.

## Galerij

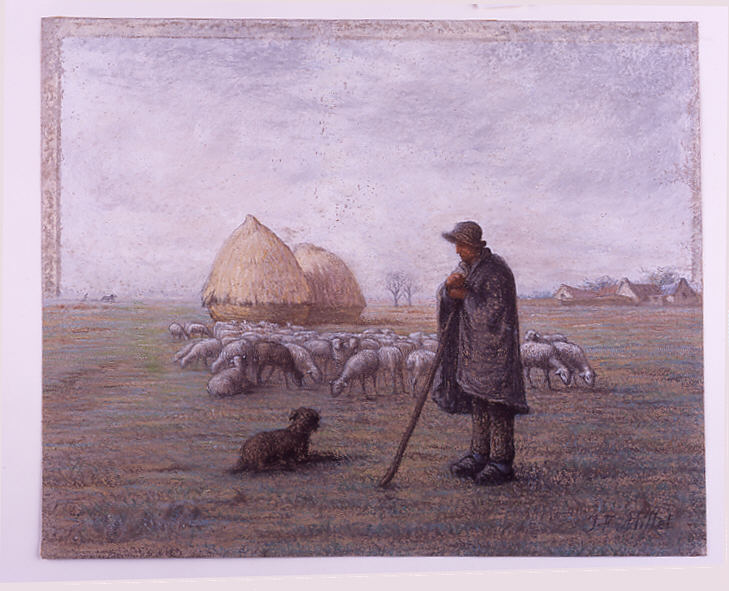
Jean-François Millet: Herder met zijn kudde (pasteltekening), Metropolitan Museum of Art, New York
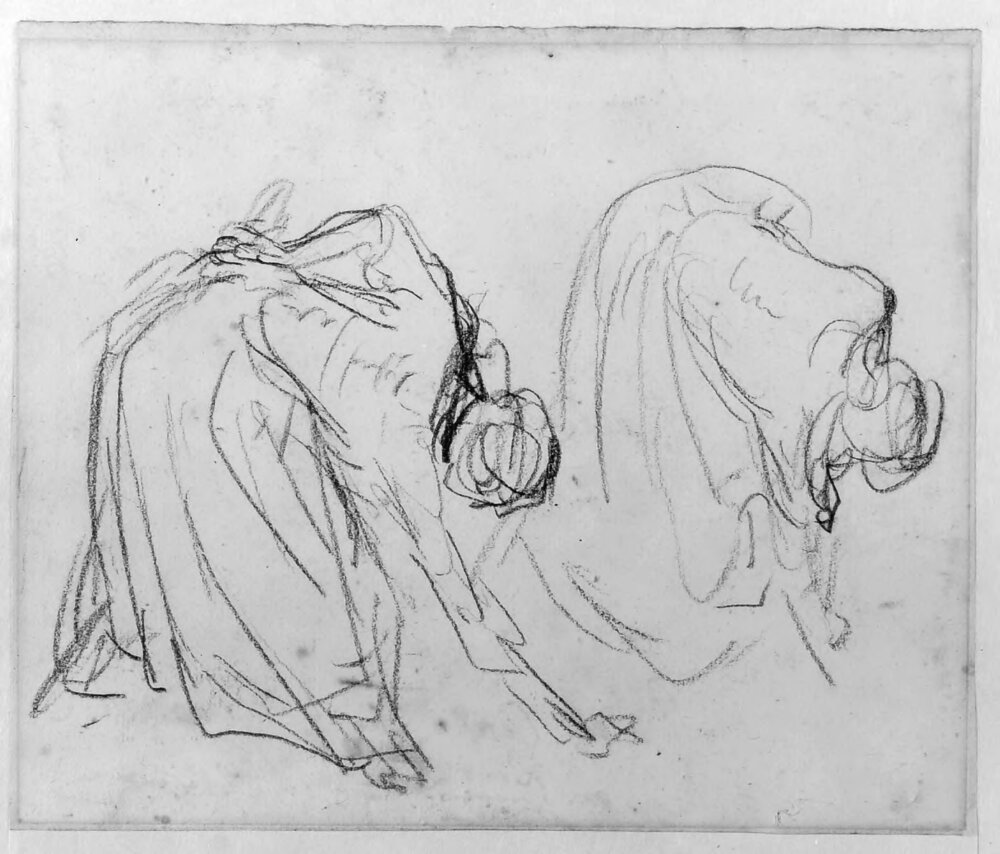
Jean-François Millet: Arenleessters (tekening), Nationalmuseum, Stockholm
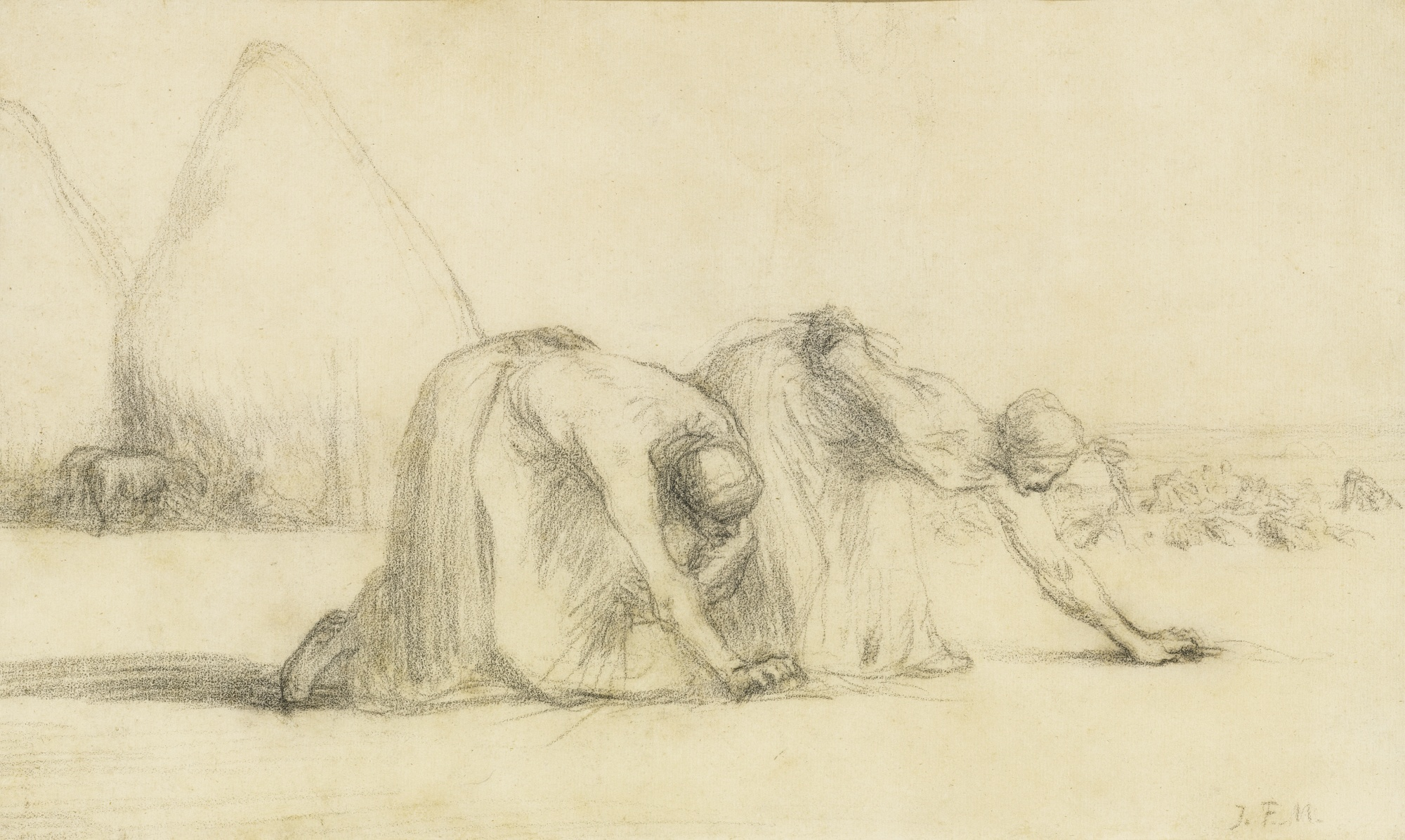
Jean-François Millet: De arenleessters (voorstudie)
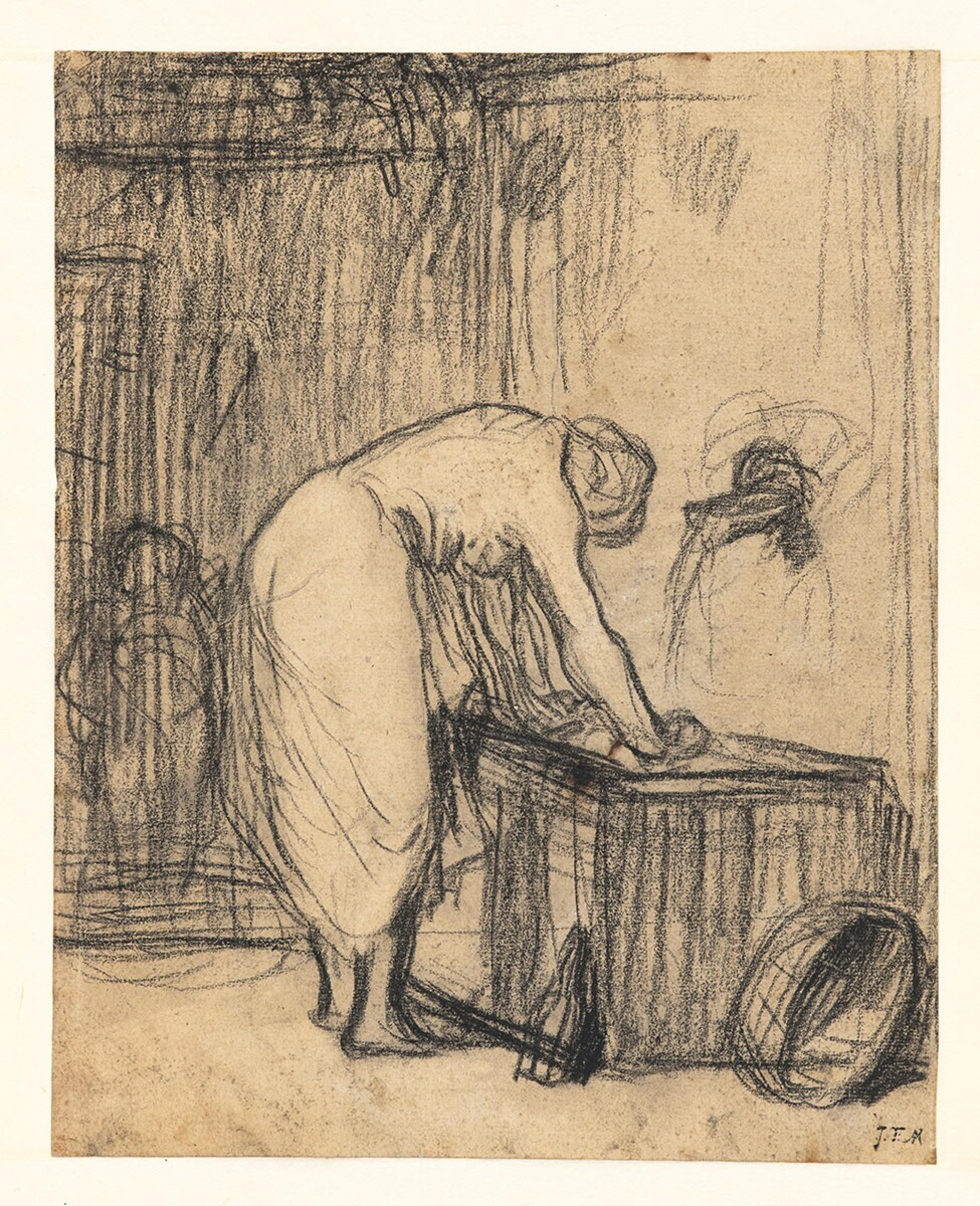
Jean-François Millet: Vrouw aan de was, Museum Boijmans van Beuningen, Rotterdam
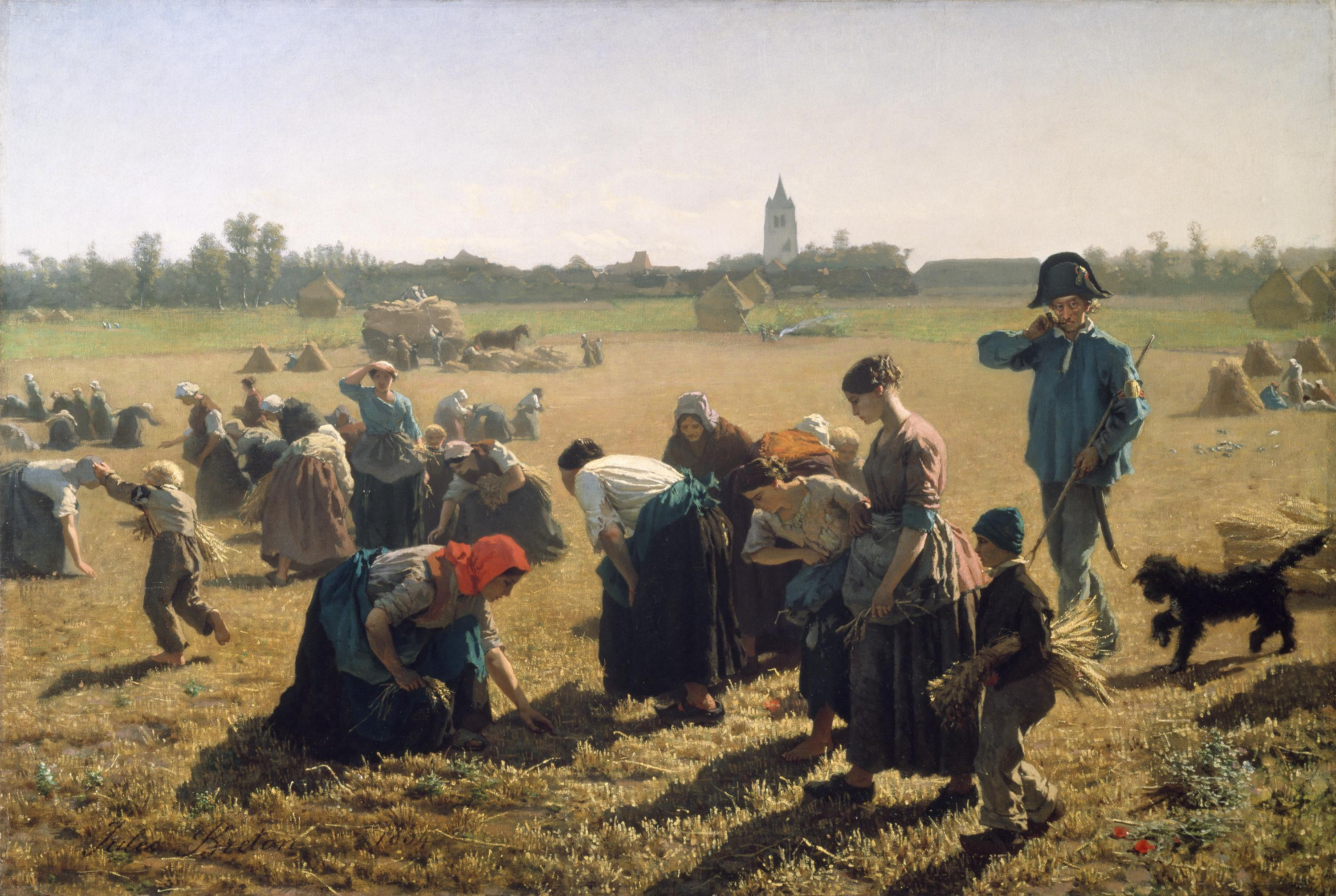
Jules Breton: De arenleessters (1854). National Gallery of Ireland, Dublin